# 独我論
独我論（どくがろん、英: solipsism ソリプシズム、独: solipsismus ゾリプシスムス）は、哲学における認識論の見方の一つで、自分にとって存在していると確信できるのは自分の精神だけであり、それ以外のあらゆるものの存在やそれに関する知識・認識は信用できない、とする。唯我論（ゆいがろん）とも。ラテン語のsolusとipseの合成語で、solusは「一人の」、ipseは「～自身」を意味する。

## 概念
私たちが事物を認識するとき、何らかの客観的な事物が存在し、感覚器官を通じてその事物が意識の中に現れると考える。例えば、「私はリンゴを見ている」というとき、まず私の認識とは無関係に存在する客観的なリンゴがあり、ついで私の視覚を通じて、私の意識の中に、主観的なリンゴの形や色が現れ、両者は一致する。これが、事物を説明するにあたっての常識的な考え方である。
認識論における観念論は、実在論とは逆に、懐疑主義的立場からしても絶対に疑えない精神の存在を出発点とし、物体・身体・世界等の存在について証明しようとする（デカルト）。その証明の方法は論者により様々であるが、その困難さから証明に失敗したと評者からみなされたとき、その論者は独我論であると非難されることになる。独我論は、私の認識とは無関係な事物の存在を否定する。リンゴが存在するのは、私が認識しているときだけであり、私が認識を止めると、リンゴもまた消滅する（見えなくなるのではなく、存在しなくなる）。全ては私の意識の中にのみ存在し、私の意識を離れては何物も存在しない。また、他人の存在、他我も説明できない。これが素朴な独我論の帰結になるはずだが、それはおかしいというのである。
このような素朴独我論の背景には、素朴実在論がある。これは、自分が見たものがそのまま存在し、反対に、見えないものは存在していないと思い込む素朴な常識に由来するが、見える、見えないという「知覚」する精神を絶対的な基準としている点では、素朴独我論と全く同じ構造をもっており、両者はポジとネガの関係にある。
ジョージ・バークリーやカントは、その著書の出版当時独我論者であると批判されたが、バークリーは他者や神の存在を認めており、カントは不可能性を認めた上で、認識前の存在（物自体）も肯定しているので、上の意味での独我論者であるとは言えない。
ウィトゲンシュタインは、『論理哲学論考』において、独我論と実在論の完全な一致を主張したが、それは徹底した独我論であり、やはり上の意味での独我論者であるとは言えない。彼によれば、主観/客観の二項対立図式を前提にデカルト的コギトから出発する限り、世界の存在を証明することはできない。名の連鎖である文が真となるのは、文が事態の写像で、かつ、事態が現実に成立する場合である。現実に成立している事態とは、「意識と身体をもったウィトゲンシュタインがいる」というものである。身体と意識を分割したコギトという「意義」は現実に成立している事態と対応しない言葉の誤用にすぎない。現実に成立している事態と名が一対一で対応するのであれば、その事態について思想する主体が存在する。そのような主体が存在しなければまた世界も存在しないということになるからである。主体は世界に属さない。主体は世界の限界である。独我論のいわんとするところは全く正しい。それは語られず示されるのみである。
内在的な知識の確実な基礎付けを求めて独我論的前提をとると、自分の他我を認めるための説明という困難な問題が生じるが、この点についても様々な説がある。
このような認識論的な問題とは別に、唯物論から出発して、自分の意思に絶対的な価値を置くという実践的な意味あいで独我論を主張した人物に、マックス・シュティルナーがいる。